# EXCEL (水戸市)
EXCEL（エクセル）は、茨城県水戸市宮町にある水戸駅の駅ビル。東日本旅客鉄道（JR東日本）グループの株式会社アトレが経営し、水戸ステーション開発が運営している。1985年（昭和60年）3月24日に開店した。

## 概要
地上7階、延べ面積約2万2000平方メートル。北口ではMYMビル（かつて丸井水戸店が入居）と、南北自由通路を挟んで南口ではCOMBOX310、水戸サウスタワー（水戸OPAなど）、ホテル テラス・ザ・ガーデン水戸と、それぞれペデストリアンデッキで結ばれている。南口には、同じく水戸ステーション開発が運営する駅ビル「エクセルみなみ」がある。
1984年（昭和59年）1月に着工し、同年7月に南北自由通路が開通し水戸駅を橋上化させ、さらに国際科学技術博覧会（科学万博 - つくば'85）の開催に照準を合わせて建設が進められ、1985年（昭和60年）3月24日に初オープンした。

## 店舗
- 1F：フーズフロア 生鮮食品、惣菜など
- 2F：服飾雑貨、カフェ、サービス
  - excel plumstreet（エクセプラムストリート）：カフェ、ファーストフード
- 3F：服飾雑貨、カフェ
- 4F：服飾雑貨
- 5F：雑貨、CD・DVD、書籍・文具、サービス
- 6F：レストラン、クリニック、サービス、催事場など
- RF（屋上）：ビアガーデン（夏期のみ）

## 主なテナント
EXCEL
- スターバックスコーヒー
- プラザ
- JEANASiS
- ハニーズ
- ORIHICA
- 無印良品
- 新星堂
- 和真メガネ
- 京樽
- 天狗納豆
- ニュー・クイック
- とんかつ和幸
- 神戸屋キッチン
- ファミリーマート

excel plumstreet
- マクドナルド
- コクミン
- 吉野家
- エクセルシオール カフェ

## 周辺施設
- MYMビル（かつては丸井水戸店が入居）
- 水戸サウスタワー
- COMBOX310
- エクセルみなみ